# Соккате
Соккате (бірм. စုက္ကတေ; 29 березня 1001 — 11 серпня 1044) — 8-й володар Паганського царства у 1038—1044 роках.

## Життєпис
Син Н'яунг-у Саврахана та Але П'їнте. Народився 1001 року вже після повалення батька Чунсо Чаунґп'ю. Той у свою чергу одружився з Але П'їнте. Соккате виховувався при дворі царя разом зі зведеним братом Чісо. 1021 року брати повалили свого вітчима, а влада перейшла до Чісо.
Навесні 1038 року Чісо загинув на полювані, за іншими припущеннями вбитий Соккате, який оголосив офіційну версію. Зайняв трон, але ймовірно не мав на відміну від попередника міцної підтримки. Можливо саме за його панування вдалося відвоювати в Татона землі, які були захоплені монами після падіння Шрикшетри.
Близько 1044 року проти нього повстав Анората, син Чунсо Чаунґп'ю. Зрештою Соккате зазнав поразки і загинув (згідно бірманських хронік у герці з Аноратою).